# Diocesi di Kalisz
La diocesi di Kalisz (in latino Dioecesis Calissiensis) è una sede della Chiesa cattolica in Polonia suffraganea dell'arcidiocesi di Poznań. Nel 2021 contava 723.834 battezzati su 727.197 abitanti. È retta dal vescovo Damian Bryl.

## Territorio
La diocesi comprende la parte meridionale del voivodato della Grande Polonia, una piccola porzione nord-orientale del voivodato della Bassa Slesia, il distretto di Wieruszów nel voivodato di Łódź e una piccola porzione settentrionale del voivodato di Opole.
Sede vescovile è la città di Kalisz, dove si trova la cattedrale di San Nicola. A Ostrów Wielkopolski sorge la concattedrale di Santo Stanislao. In diocesi si contano tre basiliche minori: la basilica collegiata dell'Assunzione della Beata Vergine Maria a Kalisz, la basilica della Madre di Dio Aiuto dei Cristiani a Twardogóra e la basilica di San Giovanni Battista a Krotoszyn.
Il territorio è suddiviso in 33 decanati e 283 parrocchie.

## Storia
Nel 1818 l'antica diocesi di Wloclawek assunse il nome di diocesi di Cuiavia-Kalisz (essendo la prima il nome della regione storica mentre la seconda la città nuova sede della diocesi). Dopo oltre un secolo, nel 1925, la diocesi riprendeva il vecchio nome in seguito a un riordino delle sedi vescovili polacche voluto da Pio XI con la bolla Vixdum Poloniae unitas.
La diocesi di Kalisz è stata eretta il 25 marzo 1992, nell'ambito della riorganizzazione delle diocesi polacche voluta da papa Giovanni Paolo II con la bolla Totus tuus Poloniae populus. Il territorio è stato ricavato dalle arcidiocesi di Gniezno, di Poznań, di Breslavia e dalle diocesi di Częstochowa (oggi arcidiocesi), di Opole e di Włocławek.
Il 7 ottobre 1993, con la lettera apostolica Christifideles dioecesis, lo stesso papa Giovanni Paolo II ha confermato San Giuseppe, invocato con il titolo di «Custode del Redentore» (Redemptoris custos), patrono principale della diocesi.
Il 25 giugno 2019 la Congregazione per il culto divino e la disciplina dei sacramenti ha concesso ai sacerdoti che vivono nella diocesi di celebrare fino a quattro messe la domenica e nelle feste di precetto.

## Cronotassi dei vescovi
Si omettono i periodi di sede vacante non superiori ai 2 anni o non storicamente accertati.
- Stanisław Napierała (25 marzo 1992 - 21 luglio 2012 ritirato)
- Edward Janiak † (21 luglio 2012 - 17 ottobre 2020 dimesso)[6]
- Damian Bryl, dal 25 gennaio 2021

## Statistiche
La diocesi nel 2021 su una popolazione di 727.197 persone contava 723.834 battezzati, corrispondenti al 99,5% del totale.
| anno | popolazione | popolazione | popolazione | presbiteri | presbiteri | presbiteri | presbiteri                | diaconi | religiosi | religiosi | parrocchie |
| anno | battezzati  | totale      | %           | numero     | secolari   | regolari   | battezzati per presbitero | diaconi | uomini    | donne     | parrocchie |
| ---- | ----------- | ----------- | ----------- | ---------- | ---------- | ---------- | ------------------------- | ------- | --------- | --------- | ---------- |
| 1999 | 753.500     | 764.000     | 98,6        | 515        | 445        | 70         | 1.463                     |         | 85        | 523       | 269        |
| 2000 | 758.555     | 769.055     | 98,6        | 511        | 441        | 70         | 1.484                     |         | 85        | 520       | 272        |
| 2001 | 758.434     | 768.934     | 98,6        | 518        | 438        | 80         | 1.464                     |         | 93        | 528       | 276        |
| 2002 | 758.600     | 769.100     | 98,6        | 527        | 447        | 80         | 1.439                     |         | 93        | 523       | 278        |
| 2003 | 758.500     | 769.000     | 98,6        | 532        | 452        | 80         | 1.425                     |         | 93        | 516       | 279        |
| 2004 | 758.300     | 768.700     | 98,6        | 542        | 462        | 80         | 1.399                     |         | 93        | 522       | 279        |
| 2006 | 757.600     | 767.600     | 98,7        | 556        | 476        | 80         | 1.362                     |         | 93        | 515       | 279        |
| 2011 | 746.400     | 756.400     | 98,7        | 573        | 495        | 78         | 1.302                     |         | 90        | 517       | 282        |
| 2013 | 726.000     | 732.348     | 99,1        | 608        | 525        | 83         | 1.194                     |         | 90        | 446       | 282        |
| 2016 | 732.100     | 736.160     | 99,4        | 580        | 500        | 80         | 1.262                     |         | 83        | 424       | 282        |
| 2019 | 727.672     | 733.839     | 99,2        | 589        | 506        | 83         | 1.235                     |         | 87        | 423       | 283        |
| 2021 | 723.834     | 727.197     | 99,5        | 561        | 475        | 86         | 1.290                     |         | 90        | 422       | 283        |

## Galleria d'immagini

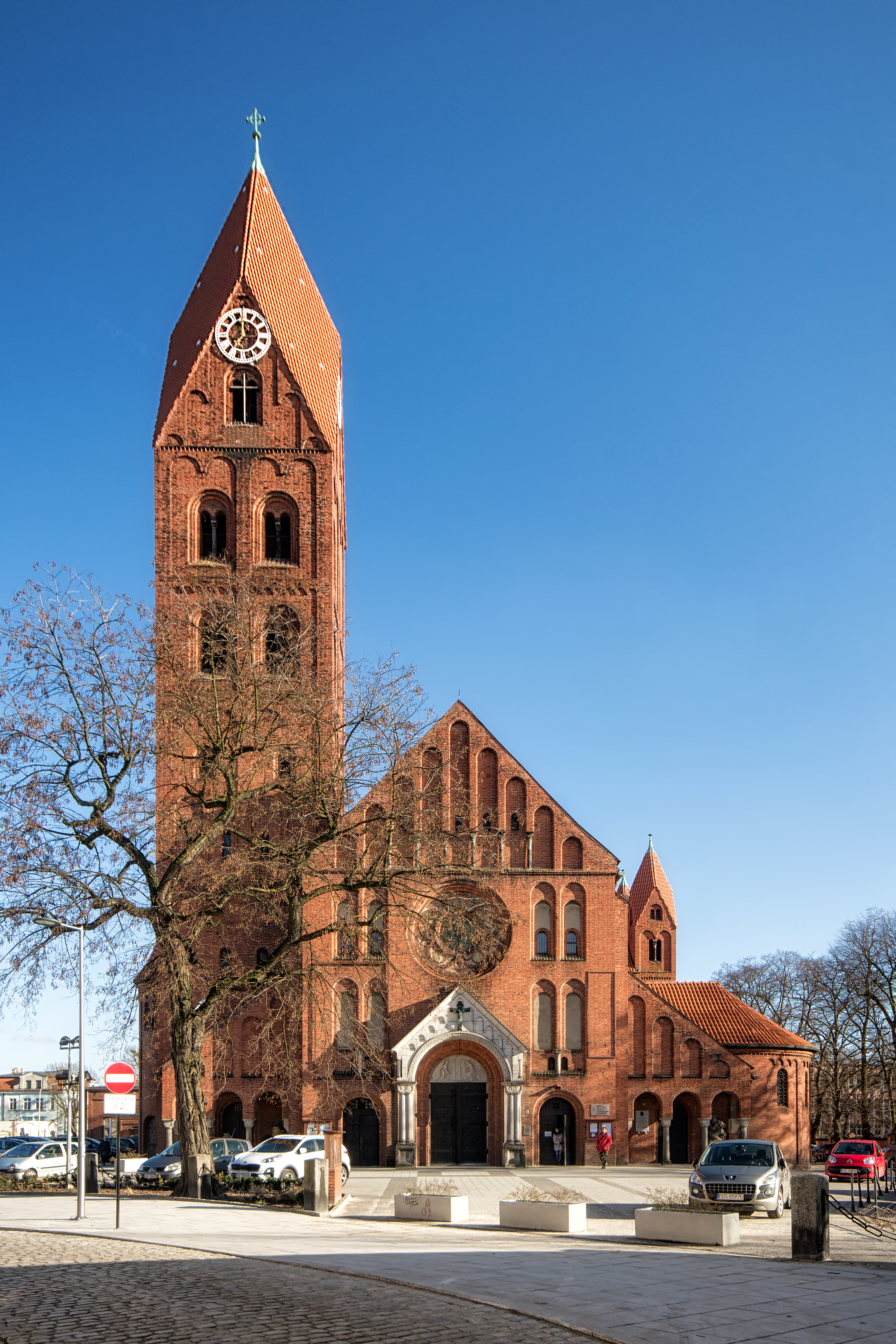
La concattedrale di Santo Stanislao a Ostrów Wielkopolski
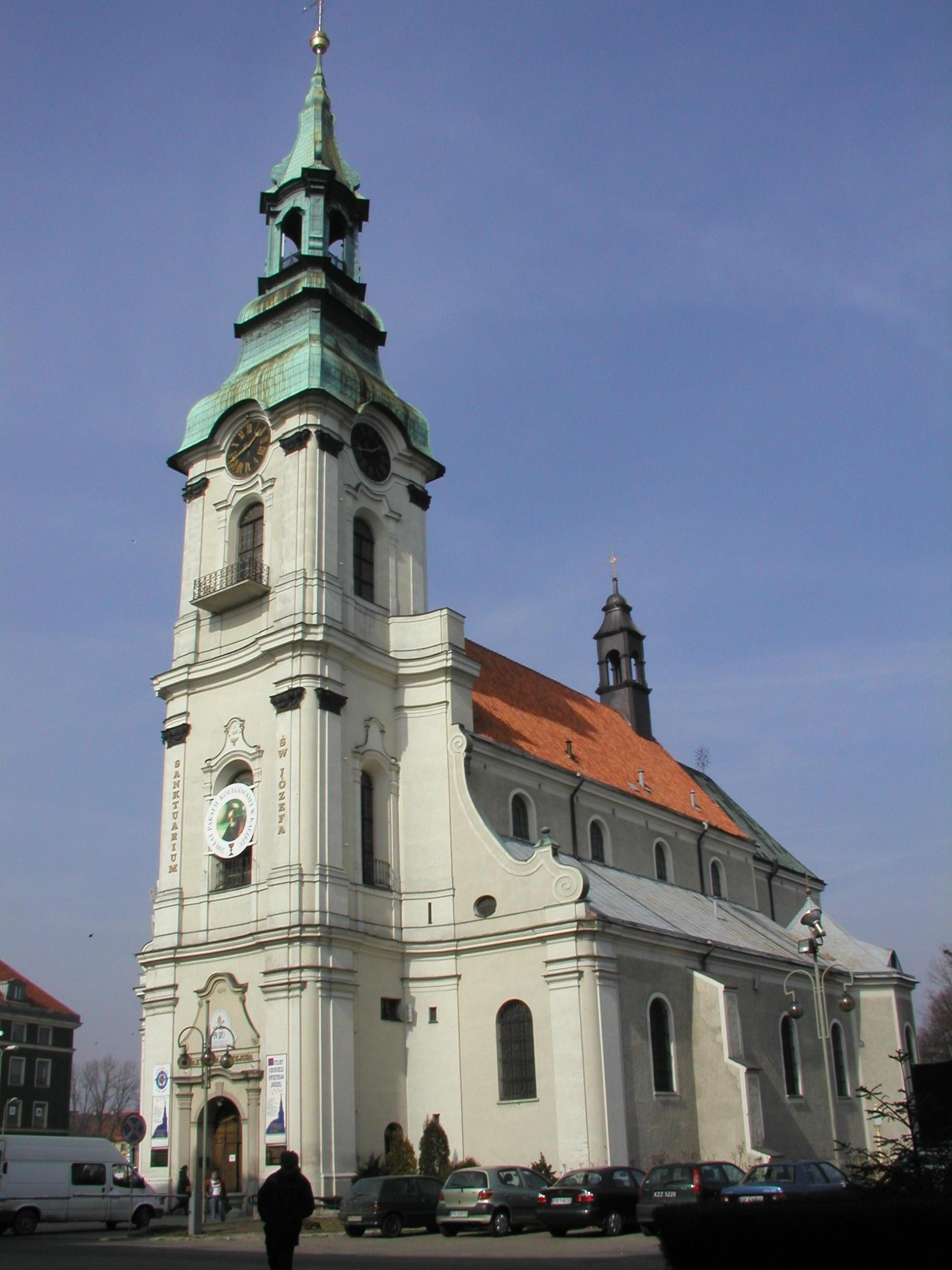
La basilica-collegiata dell'Assunzione della Beata Vergine Maria a Kalisz
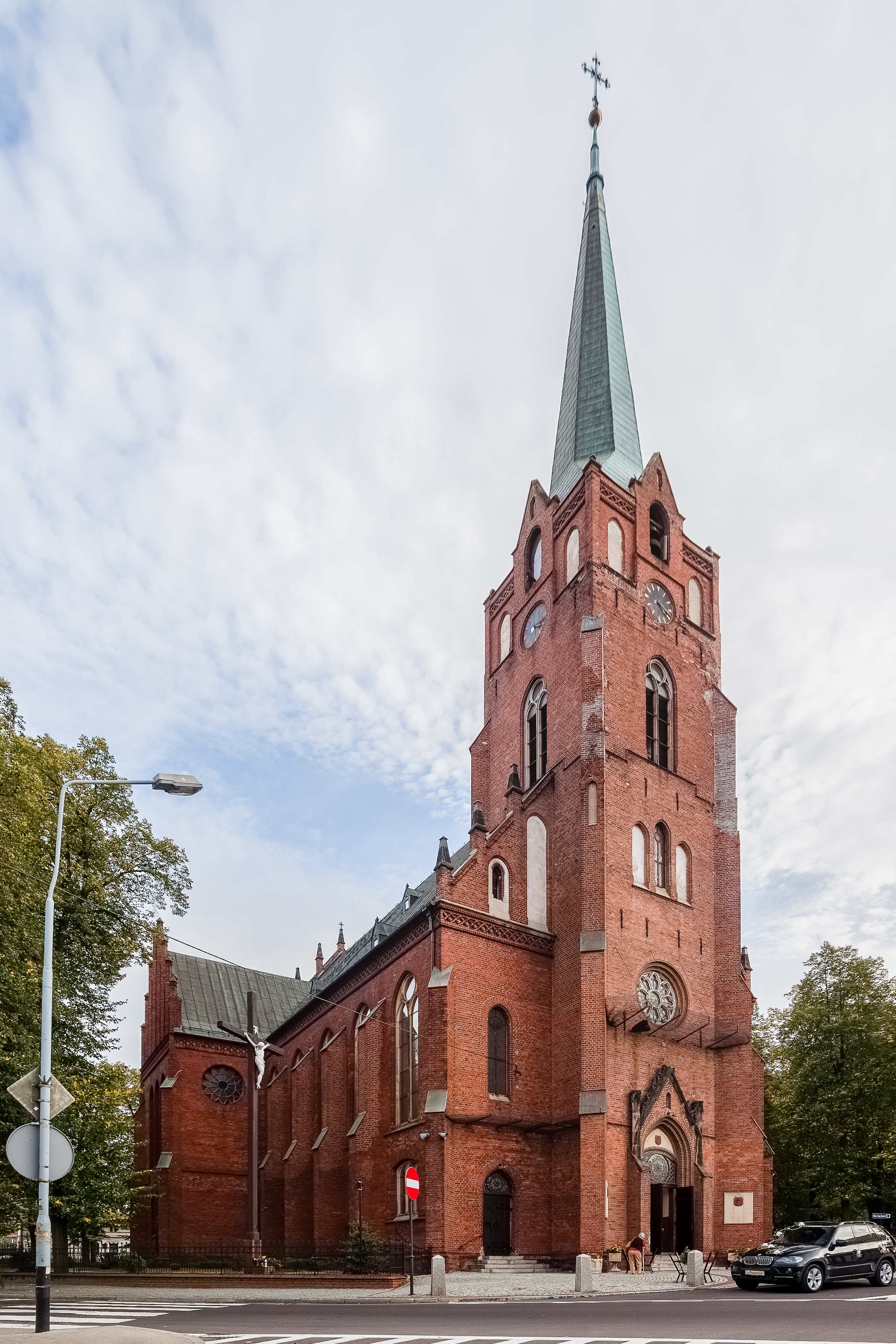
La basilica della Madre di Dio Aiuto dei Cristiani a Twardogóra
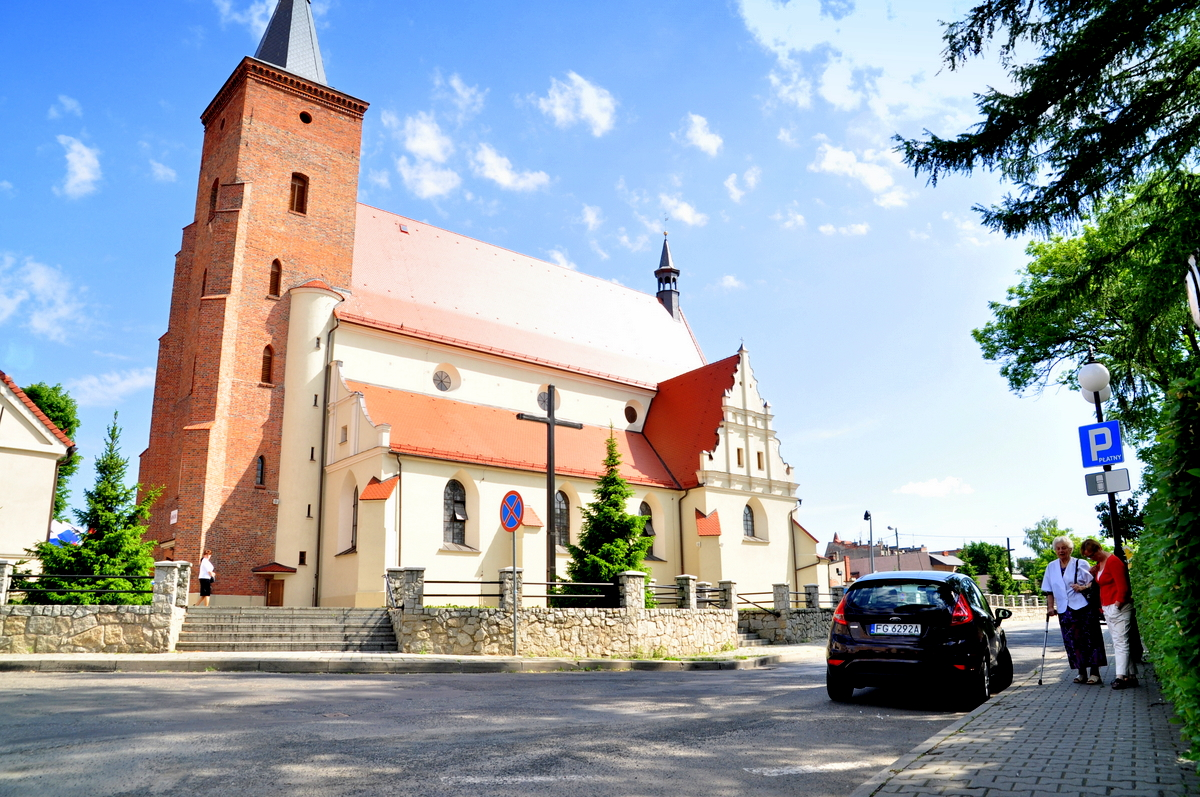
La basilica di San Giovanni Battista a Krotoszyn
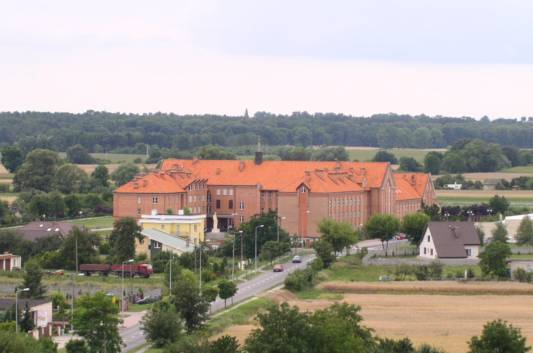
Il seminario vescovile